# Dioctria humeralis
Dioctria humeralis är en tvåvingeart som beskrevs av Philipp Christoph Zeller 1840. Dioctria humeralis ingår i släktet Dioctria och familjen rovflugor. Inga underarter finns listade i Catalogue of Life.